# Калин Найденов
Калин Георгиев Найденов е български офицер, генерал-лейтенант от артилерийско-инженерно ведомство и политик.

## Биография
Калин Найденов е роден на 18 февруари 1865 година в Широка лъка, Дьовленско, в семейството на Георги Калинов Найденов и майка Стойка Пеева Найденова. Баща му е заможен, както и голям родолюбец – участва в революционния комитет, при който са готвели за общонародно въстание. Завършва своето средно образование в Пловдив, след което през 1885 г. завършва Военното на Негово Княжеско Височество училище, на 30 август е произведен в чин подпоручик и зачислен в 6-а батарея от 1-ви артилерийски полк.
По време на Сръбско-българската война (1885) e командир на полубатарея от 1-ви артилерийски полк и участва в боевете при Сливница, като е ранен при връх Три уши. За заслугите си във войната през 1886 г. е награден с Орден „За заслуга“ на военна лента. През 1886 г. е назначен за адютант на 1-ви артилерийски полк, след което от 1887 г. служи в 3-ти артилерийски полк, като на 6 май с. г. е произведен в чин поручик. През 1888 г. държи изпит и заминава да учи във военна академия в Торино (Италия), която завършва през 1891 г. и получава званието артилерийски инженер, като на 18 май 1890 г. е произведен в чин капитан. Няколко месеца след това е началник на софийския артилерийски склад. През 1892 г. го изпращат в Германия в заводите „Круп“, а след това във Франция и Англия, за да се запознае с производството на артилерийско оборудване. По негова конструкция там се изработват 15-см гаубици. На основата на тези свои знания и умения множество европейски държави търсили услугите на генерала за консултации.
След завръщането си в България през 1894 г. Калин Найденов преподава във Военното училище и същевременно е командир на планинска батарея в 4-ти артилерийски полк. На 2 август 1895 г. е произведен в чин майор, като същата година е назначен за началник на Софийския артилерийски арсенал, на която служба е до 1899 година, като от 1895 г. е член на Артилерийския комитет. През 1899 г. е назначен за командир на отделение от 4-ти артилерийски полк, а на 9 октомври 1901 г. за началник на техническото отделение в Артилерийската инспекция, на която служба е до 1908 година, като на 2 май 1902 г. е произведен в чин подполковник, и на 19 септември 1906 г. в чин полковник. От 1908 до 1911 г. е командир на 2-ри артилерийски полк във Враца, а от началото на 1912 г. заема длъжността помощник на инспектора на артилерията.

### Балкански войни (1912 – 1913)
През Балканската война (1912 – 1913) е помощник-началник на артилерията при Щаба на армията, като от началото на войните до завършването на бойните действия при Люлебургаз – Бунархисар през октомври 1912 г. замества началника на артилерията в Главната квартира, който е в задгранична командировка. По време на Междусъюзническата война (1913) организира в артилерийско отношение отбраната на българската армия срещу сърбите в Кюстендилско. Според някои военни историци като Димитър Азманов Калин Найденов дава своя принос за широкото използване на артилерията в бойните действия срещу Османската империя.
На 19 октомври 1913 г. е назначен за инспектор на артилерията, на тази длъжност е до 25 септември 1915 г., като междувременно на 14 февруари 1914 г. е произведен в чин генерал-майор.
При мобилизацията на българската армия за участие в Първата световна война (септември 1915 г.) е назначен за военен министър, на 30 май 1917 г. е произведен в чин генерал-лейтенант и остава на този пост до 21 юни 1918 г., когато след оставка на правителството напуска заемания пост. Назначен е за генерал за особени поръчки при Министерството на войната. След войната е уволнен от армията и преминава в запаса.
За участието си във войната е награден с османските орден „Меджидие“ I степен, златен орден „Лиякат“ (17 декември 1916), медал „За бойни заслуги“ (1917) и златен орден „Имтияз“, Османска империя (1917).
През март 1923 г. е осъден от Третия държавен съд на 15 години затвор, като виновник за втората национална катастрофа. Амнистиран е през 1924 г. и става преподавател по артилерийски науки във Военното училище. Написва няколко научни труда и статии. Автор е на десетки статии във „Военен журнал“, „Военни известия“ и „Отечество“, на учебници и монографии.
Генерал-лейтенант Калин Найденов умира при атентата в църквата „Света Неделя“ на 16 април 1925 г.

## Военни звания
- Подпоручик (30 август 1885)
- Поручик (6 май 1887)
- Капитан (18 май 1890)
- Майор (2 август 1895)
- Подполковник (2 май 1902)
- Полковник (19 септември 1906)
- Генерал-майор (14 февруари 1914)
- Генерал-лейтенант (30 май 1917)

## Награди
- Орден „За заслуга“ на военна лента (1886)
- Сребърен медал за участие в Сръбско-българската война 1885 (1887)
- Златен кръст за възшествието на Княз Фердинанд I 1887 (1888)
- Княжески орден „Св. Александър“ V степен (1893)
- Знак „За 10 години отлична служба“ (1896)
- Народен орден „За военна заслуга“ V степен (1901)
- Знак „За 20 години отлична служба“ (1906)
- Народен орден „За военна заслуга“ IV степен (1907)
- Кръст за независимостта на България 1908 (1910)
- Военен орден „За храброст“ III степен 2-ри клас (1913)
- Царски орден „Св. Александър“ III степен с мечове по средата (1914)
- Златен орден „Лиякат“, Османска империя (17 декември 1916)
- Медал „За бойни заслуги“, Османска империя (1917)
- Златен орден „Имтияз“, Османска империя (1917)
- Народен орден „За военна заслуга“ I степен с военно отличие (1917)
- Орден „Меджидие“ I степен, Османска империя
- Военен орден „За храброст“ II степен
- Царски орден „Св. Александър“ II степен с мечове
- Народен орден „За военна заслуга“ IV степен